# Xanthorhoe braunsi
Xanthorhoe braunsi är en fjärilsart som beskrevs av Antonius Johannes Theodorus Janse 1933. Xanthorhoe braunsi ingår i släktet Xanthorhoe och familjen mätare. Inga underarter finns listade i Catalogue of Life.